# Marta Menegatti
Marta Menegatti (16 de agosto de 1990) é uma jogadora de vôlei de praia italiana.

## Carreira
Em 2013 ao lado de Greta Cicolari representou seu país na conquista da medalha de ouro nos Jogos do Mediterrâneo de 2013 em Mersin.
Nos Jogos Olímpicos de Verão de 2016 ela representou  seu país ao lado de Laura Giombini, caindo nas oitavas-de-finais.